# Godów (województwo lubelskie)
Godów – wieś w Polsce położona w województwie lubelskim, w powiecie opolskim, w gminie Chodel.
| SIMC    | Nazwa | Rodzaj     |
| ------- | ----- | ---------- |
| 0379873 | Felin | przysiółek |

Wieś stanowi sołectwo w gminie Chodel. Według Narodowego Spisu Powszechnego z roku 2011 wieś liczyła 484 mieszkańców.
Wieś szlachecka położona była w drugiej połowie XVI wieku w powiecie lubelskim województwa lubelskiego. Do 1954 roku istniała gmina Godów. 
Wierni Kościoła rzymskokatolickiego należą do parafii Trójcy Świętej i Narodzenia Najświętszej Maryi Panny w Chodlu.

## Przynależność administracyjna
Specyficzne położenie wsi sprawiło, że wyjątkowo często zmieniała ona przynależność powiatową:
- do 12.XI.1954 – w powiecie puławskim[11]
- od 13.XI.1954 do 31.XII.1955 – w powiecie opolsko-lubelskim[11]
- od 1.I.1956 do 31.XII.1956 – w powiecie bełżyckim[12]
- od 1.I.1957 do 31.XII.1972 – w powiecie opolsko-lubelskim[13]
- od 1.I.1973 do 31.V.1975 – w powiecie bełżyckim[14]
- od 1.VI.1975 do 31.XII.1998 – w województwie lubelskim (brak powiatów)[15]
- od 1.I.1999 – w powiecie opolskim[16]